# Han d'Islande
Han d'Islande is een jeugdroman van Victor Hugo, die in 1823 verscheen.

## Voorstelling

### Samenvatting van het werk
Han d’Islande speelt zich af in de streek van Drontheim, Noorwegen, in het jaar 1699. Ordener Guldenlew, het hoofdpersonage, een deugdzame, nobele en eerlijke jongeman, is de zoon van de onderkoning van Noorwegen. Hij is verliefd op Ethel, de jonge zachtaardige dochter van Schumaker, voormalig graaf van Griffenfeld, te schande gemaakt door de koning en opgesloten in het fort van Munkholm.
Alleen enkele documenten, opgesloten in een ijzeren privékist in de handen van Han d’Islande, zouden Schumaker en zijn dochter kunnen redden. Dus trekt Ordener op zoek naar de kist in het onherbergzame noorden van Noorwegen.
Tegelijkertijd teistert Han d'Islande de streek, door iedereen die op z’n pad komt op vreselijke wijze te doden. Hij wordt vergezeld van z’n witte beer, en achtervolgt elk lid van het menselijk ras en in het bijzonder de haakschutters van Munckholm, van wie er één zijn zoon Gill Stadt gedood heeft. Hij had die zoon verwekt toen hij de jonge Lucy Pelnyrh verkrachtte, en wilde al z’n haat en geweld aan hem doorgeven. De intrige gaat dus gepaard met duistere en onbetrouwbare personages. De graaf van Ahlefeld, van wie de dochter aan Ordener beloofd is, smeedt een complot om z’n vijand Schumaker definitief uit de weg te ruimen, en om op een goed blaadje te komen bij de koning van Denemarken die in die tijd Noorwegen in z’n macht had. Door bemiddeling van zijn secretaris Musdoemon, die zich tijdens zijn missie Hacket laat noemen, probeert hij namens Schumaker de mijnwerkers in het noorden, die bondgenoten van de bergbewoners zijn, tegen de koninklijke voogdij op te zetten (een soort van horigheid in Noorwegen). De intrige is dan ook zeer ingewikkeld : de graaf van Ahlefeld wil de opstand van de mijnwerkers de kop indrukken, om als redder van de monarchie naar de koning terug te keren en Schumaker ervan te beschuldigen deze opstand te hebben beraamd.
Het boek beschrijft dus Ordeners dooltocht op zoek naar Han die hem voortdurend voor is, de opstand van de mijnwerkers, de samenzwering van Ahlefeld en Musdoemon en de ontknoping : de samenzwering die uitkomt, de ter dood veroordeling van Musdoemon, de schande van Ahlefeld, het eerherstel van Schumaker, het huwelijk tussen de twee jonge mensen, de dood van Han in een brand die hij zelf veroorzaakte...

### Thema’s
Reeds in dit boek geeft Victor Hugo zijn visie weer op de doodstraf. Een van zijn personages, zeer folklotistisch trouwens, is de beul van de provincie Nychol Orugix, bij wie Ordener tijdens een onweer de nacht doorbrengt. In het boek zijn er enkele levendige scènes die het leven van Nychol, een verstoteling van de maatschappij die hem tot executies aanzet, met zijn vrouw en drie kinderen beschrijven. Op die manier ontmoet Ordener op zijn tochten een pastoor die de gratie van 12 ter dood veroordeelden vraagt, een belofte die een rode draad doorheen het boek vormt.
De gedachten van Ordener over zijn ter dood veroordeling en de scène van Musdoemon die door paniek overmand wordt wanneer hij beseft dat hij binnen enkele ogenblikken opgehangen zal worden, leiden een thema in die voor Victor Hugo zijn hele leven belangrijk zou zijn : het gevecht tegen de doodstraf.
Overigens interesseert Victor Hugo zich ook in de armoede van de mijnwerkers van Noorwegen, die vechten tegen het koninklijke zeggenschap, soort van feodalisme. Zo zegt de jonge mijnwerker Norbith in hoofdstuk 18: ‘Ik rebelleer om de mijnwerkers te verlossen van de konlijklijke voogdij; ik rebelleer opdat op het bed van mijn moeder geen versleten laken meer ligt zoals de kusten van ons goed land, Noorwegen’
Later, op het proces, verklaart een bergbewoner:
‘Ik was de leider van de bergbewoners. - Wie heeft u overtuigd om in opstand te komen? - Onze broeders, de mijnwerkers, klaagden over de koninklijke voogdij, en dat was heel simpel, is het niet, uwe hoogheid? Als u slechts een lemen hut en twee slechte vossenhuiden zou hebben, dan zou u niet ontstemd zijn om er de baas van te zijn. De regering is niet op hun verzoek ingegaan. Daarom, heer, hebben ze eraan gedacht om in opstand te komen, en ze hebben ons verzocht hen te helpen. Zo’n kleine dienst wordt niet geweigerd tussen broeders die dezelfde gebeden opzeggen en dezelfde heiligen vieren. Dat is alles.”

### De totstandkoming van de roman
Deze jeugdroman werd door Victor Hugo in 1821 op 19-jarige leeftijd geschreven. Een tijdje eerder, ontmoette hij Adèle Foucher op wie hij verliefd geworden was en met wie hij stiekem correspondeerde. Jammer genoeg ontdekte Hugo’s moeder de correspondentie tussen de geliefden en verbood ze hen om nog met elkaar in contact te komen.
Na de dood van Hugo’s moeder in 1821 kon de auteur zijn contact met Adèle terug hervatten. Maar geldproblemen stelden het huwelijk nog even uit. Na een lange verloving trouwden Victor en Adèle in 1822 dankzij een uitkering die Lodewijk XVIII hem verleende. Het is dankzij deze financiële steun dat Victor Hugo Han d’Islande schreef, die Hugo’s onmogelijke liefde weerspiegelt.

## Het ontstaan van een stijl
Het boek is een beetje ouderwets, doorspekt met een overdreven lyriek. Enerzijds de zachtheid, de zuiverheid en de moed van Ordener en Ethel, anderzijds de verschrikkelijke, duistere, gewelddadige zielen. Sommige folter- of gevechtsscènes lopen over van onnodige details.
Deze overdreven tegenstelling, die de strijd tussen goed en kwaad op een dualistische wijze beschrijft, kan het lezen lastig maken, of kan de lezer gewoon doen glimlachen.

## Het belang van het werk
Volgens Claude Pariot, werd het boek bij zijn publicatie met “enige reserve door zijn vriend Lamartine” onthaald, maar wel geprezen door Charles Nodier, literair criticus, die het boek van de jonge romanschrijver alle lof toezwaaide voor “zijn levendige, pittoreske stijl die kracht uitstraalt”.

## Citaten
De doodstraf: “Dit wezen, dat krachtig en gezond is, dat beweegt, dat ademt, dat leeft, zal op een gegeven moment ophouden met bewegen, met ademen. Hij zal omringd worden door wezens die op hem lijken, door wezens die hem alles verwijten, en waarvan geen enkele hem zal helpen. Deze ongelukkige, die sterft zonder dat hij stervend is, buigt zowel voor een materiële als voor een onzichtbare kracht.
Dit leven dat de maatschappij niet kon geven, en dat ze wegneemt door middel van een toestel, heel deze indrukwekkende vertoning van de juridische moord, brengt de gedachten aan het wankelen.
Voor ons is het een vreemde en pijnlijke nieuwsgierigheid, dat de ongelukkige exact weet om hoe laat zijn uitstel verlopen is, terwijl wij allen veroordeeld zijn tot de dood met onbepaalde uitstel.”